# La canzone del sole (film)
La canzone del sole è un film del 1933 diretto da Max Neufeld.

## Produzione
Prodotto a Berlino in doppia versione, tedesca ed italiana - da Angelo Besozzi per la parte italiana -, venne presentato nelle sale italiane nell'ottobre 1933.

## Trama
Un giovane avvocato si spaccia per il tenore Giacomo Lauri Volpi, per attirare l'attenzione di una segretaria di un impresario teatrale, di cui è innamorato. Storia piena di varie vicissitudini con lieto fine.

## La critica
Filippo Sacchi, nelle pagine del Corriere della Sera del 31 ottobre 1933 « C'è molta roba in questo film, impossibile enumerarla tutta. Comunque il finale ha una trovata. Si vede dopo la rappresentazione, l'arena di Verona che sfolla. Chiusa l'ultima uscita, spenta l'ultima luce, un elettricista passa sull'immenso anfiteatro il fascio di un riflettore per accertarsi che nessuno sia rimasto là dentro. Così snida proprio sull'ultima gradinata due figure abbracciate: l'avvocato e la segretaria biondina. Mica male! »